# Vavatenina (stad)
Vavatenina is een stad in Madagaskar, gelegen in de regio Analanjirofo. De stad telt 34.904 inwoners (2005).

## Geschiedenis
Tot 1 oktober 2009 lag Vavatenina in de provincie Toamasina. Deze werd echter opgeheven en vervangen door de regio Analanjirofo. Tijdens deze wijziging werden alle autonome provincies opgeheven en vervangen door de in totaal 22 regio's van Madagaskar.

## Infrastructuur
Naast het basisonderwijs biedt de stad zowel middelbaar als hoger onderwijs aan. Tevens beschikt de stad over haar eigen ziekenhuis.

## Economie
Landbouw biedt werkgelegenheid aan 90% van de beroepsbevolking. Het belangrijkste gewas in Vavatenina is kruidnagel, terwijl andere belangrijke producten koffie en rijst betreffen. In de dienstensector werkt 10% van de bevolking. 